# Funda (Angola)
Funda és una comuna del municipi de Cacuaco, a la província de Luanda.

## Geografia
El nucli principal de Funda té el seu centre situat a uns vint quilòmetres de la costa luandesa, en direcció nord-oest. El riu Bengo passa a tocar del nucli urbà. És a menys de cinc quilòmetres del llac de Funda.

## Clima
| Taula climàtica                                                                              |      |      |      |      |      |      |      |      |      |      |      |      |      |
|                                                                                              | Gen  | Feb  | Mar  | Abr  | Mai  | Jun  | Jul  | Ago  | Set  | Oct  | Nov  | Des  | Any  |
| Temperatura mitjana (°C)                                                                     | 26,7 | 27   | 27,4 | 27,1 | 25,8 | 23   | 21,4 | 21,5 | 23,2 | 25,2 | 26,2 | 26,4 | 25.1 |
| Temperatura mínima (°C)                                                                      | 23,5 | 23,6 | 23,9 | 23,7 | 22,5 | 19,4 | 18,1 | 18,2 | 20   | 22,2 | 23,2 | 23,3 | 21,8 |
| Temperatura màxima (°C)                                                                      | 29,9 | 30,5 | 30,9 | 30,6 | 29,1 | 26,7 | 24,8 | 24,9 | 26,5 | 28,2 | 29,2 | 29,5 | 28,4 |
| MPM (mm)                                                                                     | 37   | 59   | 133  | 173  | 23   | 0    | 0    | 0    | 1    | 10   | 67   | 51   | 554  |
| MPM: Precipitació mitja mensual Font: Climate-data.org Arxivat 2007-05-31 a Wayback Machine. |      |      |      |      |      |      |      |      |      |      |      |      |      |

## Serveis i Instal·lacions
L'any 2007 hom certifica l'existència d'una sola farmàcia legal per proveir els 27 barris de la ciutat de Funda. Aquesta dada és important per saber l'estat de desenvolupament del sector farmacèutic i sanitari.
Des de l'any 1991 a la població hi ha una base de Tancs de l'Exèrcit de Terra angolès (centésima primeira Brigada de Tanques das Forças Armadas Angolanas) L'any 2017 un oficial d'aquesta base fou detingut per liderar una xarxa d'estafar persones que pretenien ingressar en l'exèrcit a canvi de diners. Alguns militars de la província han estat acusats d'abusos i un assassinat de pobladors de cases que s'havien d'enderrocar per ordre del govern (població de Zango)
En Funda hi ha una instal·lació d'embotellat de beguda de cola, de la marca Coca-Cola. Un dels factors d'elecció per ubicar la planta, que va entrar en funcionament el 2008 és la bona qualitat de les aigües del riu Bengo.

## Esplais i turisme relacionats amb el riu Bengo
Durant l'època colonial els militars portuguesos i anglesos feien excursions i practicaven esports en els llacs i marjals del riu Bengo.
Actualment existeixen petits hotels i resorts a prop del riu, i sobre tot a la vora dels llacs.